# Alita: A harc angyala
Az Alita: A harc angyala (eredeti cím: Alita: Battle Angel) 2019-es amerikai cyberpunk-sci-fi akciófilm, melyet Robert Rodríguez rendezett, James Cameron és Laeta Kalogridis forgatókönyvéből. A filmkészítők Cameron és Jon Landau. A főszereplők Rosa Salazar, Christoph Waltz, Jennifer Connelly, Mahershala Ali, Ed Skrein, Jackie Earle Haley és Keean Johnson.
Az Amerikai Egyesült Államokban 2019. február 14-én mutatta be a 20th Century Fox Real D 3D-ben, Dolby Cinema-ban és IMAX 3D-ben. Magyarországon szintén február 14-én került bemutatásra a film, szinkronizálva a Fórum Hungary forgalmazásában.
A film vegyes kritikákat kapott a kritikusoktól; egyesek dicsérték a vizuális effekteket, az akciójeleneteket és Salazar alakítását. Néhány értékelő az egyik legjobb manga-adaptációnak nevezte, bár a "zavaros" forgatókönyvet és a folytatás felépítését kritizálták. A Metacritic oldalán a film értékelése 53% a 100-ból, ami 19 véleményen alapul. A Rotten Tomatoeson az Alita: A harc angyala 57%-os minősítést kapott, 63 értékelés alapján.

## Cselekmény
A „nagy bukás”-nak nevezett háború óta több száz év telt el. Csak Roncsváros, és egy úgynevezett lebegő város, Zálem maradt meg, a Föld többi városa kihalt. Az emberiség utolsó része Roncsvárosban él. Néhány kiválasztott  feljutott Zálembe, de a legtöbb ember Roncsvárosban próbál megélni.
Ido professzor a roncstelepen kutat, amikor rátalál egy kiborg lány törzsére, akit megjavít. Alitának nevezi el a lányt (a saját lánya neve után, aki meghalt), aki nem megszokott képességekkel rendelkezik. Alita nem emlékszik semmire, ami vele történt előző életében, úgyhogy fejvadásznak áll, hogy kiderítse ki is ő valójában.

## Szereplők
| Szereplő       | Színész                         | Magyar hang        | Leírás |
| -------------- | ------------------------------- | ------------------ | --- |
| Alita          | Rosa Salazar                    | Törőcsik Franciska | Kiborg, a film hősnője |
| Dr. Dyson Ido  | Christoph Waltz                 | Csankó Zoltán      | Híres orvos, fejvadász, Alita gazdája/apja |
| Chiren         | Jennifer Connelly               | Gubás Gabi         | Ido volt felesége, akivel Ido elmenekült Zalem hamis utópiájából |
| Vector és Nova | Mahershala Ali és Edward Norton | Bognár Tamás       | Vector a Motorball harci mérkőzések hasznából él, míg Nova egy zalemi tudós, aki képes tudatát időlegesen más emberek testébe helyezni. Időközönként Vector és Grewishka testén keresztül beszél |
| Zapan          | Ed Skrein                       | Fenyő Iván         | Kiborg-fejvadász |
| Grewishka      | Jackie Earle Haley              | Törköly Levente    | Hatalmas kiborg, aki Novának dolgozik személyes bérgyilkosként |
| Nyssiana       | Eiza González                   | Pap Katalin        | Kiborg bérgyilkos |
| Gelda          | Michelle Rodriguez              | Bálizs Anett       | Kiborgharcos a Mars bolygóról, aki kiképezte Alitát |
| Ajakutty       | Marko Zaror                     | Sörös Miklós       | Egy Motorball játékos |
| Hugo           | Keean Johnson                   | Jéger Zsombor      | Alita barátja, aki megtanítja neki, hogyan játssza a Motorballnak nevezett gladiátor-stílusú játékot                                                                                             |
| Koyomi         | Lana Condor                     | Terdik Sára        | Árva tinédzser és szabadúszó fotóriporter |
| Jashugan       | Jai Courtney                    | Pál Tamás          | cameoszerep |

## Zene
Dua Lipa Swan Song című száma lett a film betétdala, az énekesnő 2019 elején jelentette be, hogy dolgozik a dalon.
Az összes szám szerzője Tom Holkenborg. 
| 1.      | Discovery                     | 3:13 |
| 2.      | I Don't Even Know My Own Name | 5:44 |
| 3.      | What's Your Dream?            | 3:16 |
| 4.      | Double Identity               | 1:54 |
| 5.      | The Warrior Within            | 3:31 |
| 6.      | A Dark Past                   | 1:29 |
| 7.      | In Time You'll Remember       | 0:58 |
| 8.      | Nova's Orders                 | 2:48 |
| 9.      | Jackers Mission               | 2:36 |
| 10.     | Unlocking the Past            | 3:52 |
| 11.     | Whose Body Is This?           | 2:06 |
| 12.     | Grewishka's Revenge           | 4:23 |
| 13.     | Broken Doll                   | 2:34 |
| 14.     | With Me                       | 5:41 |
| 15.     | I'd Give You My Heart         | 3:07 |
| 16.     | You Just Lost a Puppet        | 2:30 |
| 17.     | What Did You Do?              | 3:41 |
| 18.     | In the Clouds                 | 3:56 |
| 19.     | Raising the Sword             | 1:43 |
| 20.     | Motorball                     | 5:14 |
| 64 perc |                               |      |